# Goodsvlietpolder
De Goodsvlietpolder is een polder ten noordoosten van Aardenburg, behorend tot de polders rond Aardenburg.
Na de inundatie van 1583 werd in 1657 de Boompolder herdijkt, dife in 1672 opnieuw werd geïnundeerd. Een deel ervan, de Kleine Boompolder, werd in hetzelfde jaar bedijkt. De Groote Boompolder volgde in 1698 en de Goodsvlietpolder werd in 1700 bedijkt, al zijn sommigen van mening dat dit reeds in 1660 plaatsvond.
De polder meet 83 ha en is genoemd naar een voormalige zeegeul die hier heeft gelopen.
De Goodsvlietpolder wordt begrensd door de Grote Boomdijk, de Dwarsweg, de Boomdijk en de Isabelladijk. De enige hoeve in de polder heet: Sternlust.